# 28a Divisió (Exèrcit Popular de la República)
La 28a Divisió va ser una de les divisions de l'Exèrcit Popular de la República que es van organitzar durant la Guerra Civil espanyola sobre la base de les Brigades Mixtes. Va estar desplegada en els fronts d'Aragó i Segre.

## Historial
La unitat va ser creada a l'abril de 1937 a partir de l'antiga columna «Ascaso», manada per l'anarquista Gregorio Jover Cortés. La 28a Divisió, a més de la columna «Ascaso», també havia absorbit les restes d'altres forces milicianes i va quedar composta per les brigades mixtes 125a, 126a i 127a; va seguir sota el comandament de Jover.
La 28a Divisió va romandre al Front d'Aragó durant bona part de la contesa. Al juny de 1937 va prendre part en la fracassada ofensiva sobre Osca, i a la fi d'agost una de les seves unitats —la 127a BM— va prendre part en l'ofensiva de Saragossa. Al febrer de 1938 va arribar a intervenir en els combats de la batalla de l'Alfambra. Durant la posterior ofensiva franquista al front d'Aragó, la unitat va encadenar diverses retirades davant la pressió enemiga. Va prendre part en els combats de Llevant integrada en el XII Cos d'Exèrcit, i posteriorment va ser traslladada al front d'Extremadura, on va participar en els contraatacs republicans contra les ofensiva empresa per l'exèrcit de Queipo de Llano. El gener de 1939 va participar en l'ofensiva de Valsequillo, integrada en l'Agrupació «Toral».

## Comandaments
Comandants
- major de milícies Gregorio Jover Cortés,[6][7] des d'abril de 1937;
- major de milícies Juan Mayordomo Moreno,[8] des de l'11 d'agost de 1938;[9]

Comissari
- Adolfo Arnal García, de la CNT;[9]
- Pedro Fernández Alonso, de la CNT;[10]

Cap d'Estat Major
- comandant d'infanteria Ramón Rodríguez Bosmediano;
- comandant d'infanteria Pedro Cervera Serreta;

## Ordre de batalla
| Data              | Cos d'Exèrcit adscrit | Brigades Mixtes integrades | Front de batalla |
| ----------------- | --------------------- | -------------------------- | ---------------- |
| Maig-Juny de 1937 | X Cos d'Exèrcit       | 125a, 126a i 127a          | Aragó            |
| Desembre de 1937  | XXI Cos d'Exèrcit     | 125a, 126a i 127a          | Aragó            |
| Abril de 1938     | XIII Cos d'Exèrcit    | 125a, 126a i 127a          | Llevant          |
| Agost de 1938     | VII Cos d'Exèrcit     | 125a, 126a i 127a          | Extremadura      |